# Maria Teresa Blasi Gacho
Maria Teresa Blasi Gacho   (Salou, 28 d'agost de 1955) és una advocada catalana. És sòcia fundadora del Col·lectiu AiDE i expresidenta de la Comissió de Dones Advocades de l'Il·lustre Col·legi de l'Advocacia de Barcelona (ICAB).

## Trajectòria professional
Llicenciada en Dret per la Universitat Autònoma de Barcelona a l'any 1979, Teresa Blasi és una advocada especialitzada en dret laboral que treballa per eliminar la discriminació de gènere.
Va ser presidenta de la Comissió de Dones Advocades de l'Il·lustre Col·legi de l'Advocacia de Barcelona en els períodes 2003-2004 i 2017-2021. Forma part de l'Observatori Català de la Justícia en Violència Masclista i del Grup d'Expertes en Igualtat de la Comissió de Dones i Igualtat de la Intercol·legial. Igualment, ha estat professora de l'Escola de Pràctica Jurídica a l'especialitat de Dret Laboral al Col·legi d'Advocats de Granollers i ha fet formació dirigida a la implantació dels plans d'igualtat i en temes de discriminació sexual i per raó de sexe a les empreses, impartint cursos per diferents entitats i sindicats.
L'any 2019 l'ICAB li va imposar la medalla Sant Ramon de Penyafort per la seva trajectòria professional en defensa dels drets de les persones treballadores i en especial en defensa dels drets de les dones.